# 妖花 (映画)
『妖花』（ようか、Seven Sinners）は、1940年に製作・公開されたアメリカ合衆国の映画である。

## 概要
テイ・ガーネットが監督し、マレーネ・ディートリヒとジョン・ウェインが主演した。
1950年に再映画化されている。

## キャスト
- ビジュー・ブランシュ：マレーネ・ディートリヒ
- ダン・ブレント：ジョン・ウェイン
- ドクター・マーティン：アルバート・デッカー
- リトル・ネッド：ブロデリック・クロフォード
- ドロシー・ヘンダーソン：アンナ・リー
- サーシャ・メンケン：ミシャ・オウア
- トニー：ビリー・ギルバート
- アントロ：オスカー・ホモルカ
- 一等航海士：ハーバート・ローリンソン

## スタッフ
- 監督：テイ・ガーネット
- 製作：ジョー・パスターナク
- 脚本：ジョン・ミーハン、ハリー・テュージェンド
- 音楽監督：チャールズ・プレヴィン
- 音楽：ハンス・サルター、フランク・スキナー
- 撮影：ルドルフ・マテ
- 編集：テッド・J・ケント
- 美術：ジャック・オッターソン
- 装置：ラッセル・A・ガウスマン
- マレーネ・ディートリヒの衣裳：アイリーン